# Мендиль, Хамза
Хамза Мендиль (араб. حمزه مندیل‎; фр. Hamza Mendyl; род. 21 октября 1997, Касабланка) — марокканский футболист, левый защитник греческого клуба «Арис Салоники» и сборной Марокко. Участник чемпионата мира 2018 года.

## Клубная карьера
Мендиль начал карьеру на родине в Академии Мухаммеда VI. В 2016 году Хамза присоединился к молодёжному составу французского «Лилля». 18 февраля 2017 года в матче против «Кана» он дебютировал в Лиге 1, заменив во втором тайме Эрика Боатека.
Летом 2018 года Хамза перешёл в немецкий «Шальке 04», подписав контракт на пять лет. 15 сентября в матче против «Боруссии» из Мёнхенгалдбаха он дебютировал в Бундеслиге.
21 августа 2019 года Мендиль был отдан в аренду до конца сезона 2019/20 во французский «Дижон».

## Международная карьера
4 сентября 2016 года в матче отборочного турнира к Кубку африканских наций 2017 со сборной Сан-Томе и Принсипи Мендиль дебютировал за сборную Марокко. В 2017 году в составе сборной Хамза принял участие в Кубке африканских наций в Габоне. На турнире он сыграл в матчах против команд Того, Кот-д’Ивуара, Египта и ДР Конго.
В 2018 году Мендиль принял участие в чемпионате мира в России. На турнире он был запасным и на поле не вышел.

## Клубная статистика
| Клуб               | Сезон      | Лига       | Лига  | Лига | Кубок | Кубок | Кубок лиги | Кубок лиги | Европа | Европа | Итог  | Итог |
| Клуб               | Сезон      | Дивизион   | Матчи | Голы | Матчи | Голы  | Матчи      | Голы       | Матчи  | Голы   | Матчи | Голы |
| ------------------ | ---------- | ---------- | ----- | ---- | ----- | ----- | ---------- | ---------- | ------ | ------ | ----- | ---- |
| Лилль              | 2016/17    | Лига 1     | 1     | 0    | 1     | 0     | 0          | 0          | —      | —      | 2     | 0    |
| Лилль              | 2017/18    | Лига 1     | 12    | 0    | 1     | 0     | 1          | 0          | —      | —      | 14    | 0    |
| Лилль              | Итог       | Итог       | 13    | 0    | 2     | 0     | 1          | 0          | —      | —      | 16    | 0    |
| Шальке 04          | 2018/19    | Бундеслига | 9     | 0    | 1     | 0     | —          | —          | 6      | 0      | 16    | 0    |
| Шальке 04          | 2020/21    | Бундеслига | 3     | 0    | 2     | 0     | —          | —          | —      | —      | 5     | 0    |
| Шальке 04          | Итог       | Итог       | 12    | 0    | 3     | 0     | —          | —          | 6      | 0      | 21    | 0    |
| Дижон (аренда)     | 2019/20    | Лига 1     | 18    | 1    | 2     | 0     | 0          | 0          | —      | —      | 20    | 1    |
| Газиантеп (аренда) | 2021/22    | Суперлига  | 3     | 0    | 0     | 0     | —          | —          | —      | —      | 3     | 0    |
| Общий итог         | Общий итог | Общий итог | 46    | 1    | 7     | 0     | 1          | 0          | 6      | 0      | 60    | 1    |

1. ↑  Матчи в Кубке французской лиги
2. ↑  Матчи в Лиге чемпионов